# Célimène, la poupée de Montmartre
Pour plus de détails, voir Fiche technique et Distribution.
Célimène, la poupée de Montmartre (Das Spielzeug von Paris) est un film muet franco-germano-autrichien réalisé par Michael Curtiz, sorti en 1925.

## Synopsis
Célimène décide d'écouter son cœur et suit son jeune amant anglais dans un village de pêcheurs en Bretagne. Un jour, elle reçoit une lettre du Vicomte qui l'invite à une fête qu'il a organisé pour elle et pendant laquelle elle danse devant tous les invités. Cette nuit-là, elle semble vouloir rester avec le Vicomte.

## Fiche technique
- Titre : Célimène, la poupée de Montmartre
- Titre original : Das Spielzeug von Paris
- Réalisation : Michael Curtiz, sous le nom de Mihály Kertész
- Scénario :
- Photographie :
- Montage :
- Pays de production :  Autriche,  France, Allemagne  République de Weimar
- Format : Noir et blanc
- Genre : Film dramatique
- Dates de sortie : 
  - Autriche : 16 octobre 1925
  - France : 16 octobre 1925

## Distribution
- Lili Damita
- Hugo Thimig
- Eric Barclay
- Georges Tréville
- Theo Shall
- Hans Moser